# Obrium dimidiatum
Obrium dimidiatum là một loài bọ cánh cứng trong họ Cerambycidae.